# Stealth videohra
Stealth videohra, nebo též stealth hra (anglicky stealth game), je podžánrem akčních videoher, ve kterých se hráči za pomoci tichého stylu hraní snaží vyhnout svým protivníkům nebo je přemoci. Pokud chce hráč zůstat neodhalen, má v těchto hrách obvykle možnost se skrývat, plížit se nebo používat převleky. Některé hry umožňují hráči zvolit si mezi tichým přístupem a přímým útokem na protivníky, hráč však bývá odměněn za častější používání tichého přístupu. V žánru se objevují témata špionáže, boje proti terorismu a tuláctví a protagonisté jsou členy speciálních jednotek, zvláštní agenti, špioni, zloději, nindžové, nebo nájemní vrazi. Některé hry také kombinují stealth prvky s jinými žánry, jako jsou střílečky z pohledu první osoby a plošinové hry.
Prvky tzv. stealth hraní, tedy například vyhýbání se konfrontaci s nepřáteli, se objevují v celé řadě her, a to včetně arkády Pac-Man (1980). Rané hry ve stylu bludiště jsou považovány za počátek žánru stealth, jednalo se například o Manbiki Shounen (1979), Lupin III (1980), Castle Wolfenstein (1981), 005 (1981) a Metal Gear (1987). V roce 1998 se tento žánr stal v širší komunitě hráčů úspěšným, a to díky hrám jako jsou Tenchu: Stealth Assassins, Metal Gear Solid a Thief: The Dark Project. Po nich byly vydány další hry, jmenovitě ty ze sérií Hitman a Splinter Cell.

## Definice
Na rozdíl od většiny akčních her je ve stealth hrách úkolem hráče zcela se vyhnout spatření nepřítelem. Základním herním prvkem moderních stealth her je vyhnout se boji, snížit hluk a útočit na nepřátele zezadu a ze stínů. Ve hrách je běžné plnit úkoly způsobem, aniž by vás nepřítel odhalil; tento styl je někdy nazýván jako „ghosting“. Vyhnout se odhalení může být jediným způsobem, jak úspěšně dokončit hru, obvykle však existují i další způsoby, jako je volba různých cest nebo stylů hraní. Hráči se mohou schovávat za předměty nebo ve stínech a mohou na nepřátele útočit nebo, pokud se dívají jiným směrem, kolem nich probíhat. Pokud hráč upoutá pozornost nepřátel, může se schovat a počkat do doby, než nepřátelé zanechají pátrání. Z toho důvodu je plánování stejně důležité jako metoda pokus-omyl. Některé stealth hry kladou větší důraz na fyzické bojové dovednosti, když je hráč spatřen. Další hry nabízejí možnost nepřítele zabít nebo jej udeřit a způsobit mu ztrátu vědomí. Pokud je ghosting dobrovolný nebo není ve hře dobře podporován, mohou se hráči přesto pokusit vyhnout boji z morálních důvodů nebo tím ukázat své dovednosti. Na počátku žánru stealth byly tyto hry označovány jako sneak ’em up.

## Herní design

Zařízení zvané Soliton Radar používané v herní sérii Metal Gear. Hráč má k dispozici radar s polohou a zorným polem, aby si mohl předem naplánovat cestu mezi nepřáteli.

Když je skrývání ve tmě základním prvkem hry, stávají se světla a stíny důležitou součástí designu jednotlivých úrovní. Hráč má obvykle možnost některé zdroje světla vypnout. Stealth hry kladou důraz také na zvukový design. Hráči musí být totiž schopni slyšet jemné zvukové efekty, které mohou upozornit nepřátele na jejich pohyby; hluk se často mění podle toho, po jakém povrchu, jako je dřevo nebo kov, hráč chodí. Hráči, jež se pohybují neopatrně, budou vydávat více hluku a přitahovat na sebe větší pozornost.
Aby hra zahrnovala stealth hraní, musí být znalosti umělé inteligence (AI) omezeny takovým způsobem, aby dokázala ignorovat části herního světa. Umělá inteligence ve stealth hrách nereaguje pouze přímo na hráče, ale musí brát v úvahu také reakce nepřátel na dopady hráčových akcí, jako je například zhasnutí světel. Nepřátelé se obvykle dívají přímo a jejich pohledu se tak hráč může vyhnout tím, že se schová za předměty, zůstane ve stínech nebo se pohybuje, zatímco nepřítel je otočen jiným směrem. Nepřátelé mohou hráče také odhalit, pokud se jich dotkne nebo se pohybuje v malé, pevně stanovené vzdálenosti. Celkově se stealth hry liší v tom, jaké hráčovy akce a pohyby umělá inteligence vnímá a jakým způsobem na ně reaguje, přičemž novější hry nabízejí širší škálu reakcí nepřátel. Často jsou pohyby umělé inteligence předvídatelné a pravidelné, díky čemuž má hráč možnost vymyslet strategii, jak se vypořádat s protivníky.
Jedním ze základních prvků mnoha stealth her je fáze poplachu či zvýšená ostražitost nepřátel; v daných momentech nepřátelé neúprosně hledají postavu hráče. Hráči se mohou vyhnout zajetí nebo se zapojit do boje. Tato mechanika může být také použita ke zvýšení obtížnosti v průběhu hry, přičemž prováděné mise končí okamžitě po aktivaci poplachu.
Hráči mají většinou ve stealth hrách omezené možnosti, jak se vypořádat s protivníky; buďto jsou omezeni používáním neúčinných nebo nesmrtících zbraní, protivníci jsou vybaveni mnohem lepším vybavením a je zvýšen jejich počet, nebo mají hráči omezené množství zdraví, jež činí většinu bojových scénářů extrémně nebezpečnými. Stealth hry jsou někdy propojeny s žánrem survival horor. V takovýchto hrách jsou hráči nuceni se skrývat před nadpřirozenými nebo občas i běžnými nepřáteli a vyhýbat se jim, když se snaží hráče vystopovat.
Zatímco první stealth hry se spoléhaly na malé mapy a jednoduché hitboxy, 3D stealth hry představily složitější prostředí. Moderní stealth hry dávají často hráčům možnost rychle šplhat nebo manévrovat s předměty, krýt se pomocí klávesových zkratek či označit řadu nepřátel k útoku.